# Balatro
Balatro è un videogioco roguelike deckbuilder con elementi di poker, sviluppato da LocalThunk e pubblicato da Playstack il 20 febbraio 2024 su Windows, Nintendo Switch, PlayStation 4, PlayStation 5, Xbox One e Xbox Series X/S, con il port per macOS effettuato il 1º marzo. Le versioni per Android e iOS sono state distribuite il 26 settembre 2024.
Il giocatore deve giocare delle mani di poker per battere i bui e sconfiggere i "bui boss"; si possono comprare dei jolly dal negozio, ciascuno con delle abilità o modificatori differenti che possono influire sulla partita.
Balatro è stato un successo di critica e commerciale al momento dell'uscita, ricevendo numerosi riconoscimenti dalle pubblicazioni di gioco e raggiungendo oltre 3,5 milioni di copie vendute a dicembre 2024. Ha ottenuto cinque nomination ai The Game Awards 2024, tra cui gioco dell'anno e miglior regia, vincendo per miglior gioco indipendente, miglior gioco indie di debutto e miglior gioco mobile.

## Modalità di gioco
Dopo aver scelto un mazzo fra i 15 disponibili, il giocatore affronta diversi bui nei vari "ante" della partita. Ad ogni ante, il giocatore affronta, in tre round, il piccolo buio, il grande buio ed un "buio boss"; quest'ultimo possiede un'abilità speciale (per un totale di 28 abilità, escludendo il piccolo ed il grande buio) differente in base al tipo di buio boss affrontato. Se il giocatore riesce a superare i round di un ante, accumulando fiches a sufficienza grazie alle mani di poker e al moltiplicatore, potrà avanzare all'ante successivo. Ad ogni nuovo ante, le puntate dei bui si alzano sempre di più; il giocatore dovrà quindi creare di volta in volta la strategia giusta per accumulare più fiches e proseguire nella partita. La partita termina dopo aver superato l'ante 8. Il giocatore può però proseguire grazie alla "modalità infinita" e continuare a giocare fintanto che riesce a sconfiggere i bui, le cui puntate saranno sempre più alte, fino a cifre incalcolabili al punto da "forzare" la sconfitta del giocatore, poiché la puntata è matematicamente troppo alta.

### I jolly
Il gioco offre 150 jolly per poter costruire la propria strategia e sconfiggere i bui. Ogni jolly possiede diversi effetti: alcuni potenziano il moltiplicatore e offrono fiches in più in base al tipo di mano giocata, altri offrono risorse come dollari ($) o consumabili mentre altri ancora offrono potenziamenti aggiuntivi come numero di carte in mano o la quantità di scarti e di mani giocabili nel round. i Jolly sono divisi per rarità. Alcuni jolly sono disponibili fin da subito mentre altri richiedono condizioni di sblocco specifiche. Altri ancora, i cosiddetti "jolly leggendari", richiedono una condizione speciale per poter essere trovati in una partita. Di norma, un giocatore non può avere più di 5 jolly.

### I consumabili
Nel gioco sono presenti 3 tipologie di consumabili. Questi sono delle carte utilizzabili durante e al di fuori dei round per potenziare il proprio mazzo oppure per ottenere diversi benefici. Di norma, un giocatore non può avere più di 2 consumabili. I consumabili disponibili sono:
- Tarocchi (22 carte): consumabili che offrono un beneficio diverso a seconda dell'arcano maggiore rappresentato su di essi.
- Carte Pianeta (12 carte): consumabili che potenziano le varie mani di poker di un livello, a seconda del pianeta in questione, rendendole più potenti in termini di fiches e di moltiplicatore di base. Ogni carta rappresenta un pianeta esistente del sistema solare ad eccezione di una carta che rappresenta l'ipotetico Pianeta X.
- Carte Spettrali (18 carte): consumabili che offrono un beneficio diverso in cambio di uno svantaggio (come, ad esempio, distruggere i propri jolly in cambio di un bonus su un altro jolly). Fra queste carte, è presente la carta "Anima", necessaria per ottenere un "jolly leggendario" in una partita.

### Carte potenziate, sigilli ed edizioni
Le carte del mazzo, per mezzo dei consumabili o degli effetti dei jolly, possono ottenere diversi bonus. Queste possono diventare "potenziate" e ricevere, ad esempio, bonus sulla quantità di fiches generate o sul moltiplicatore applicato alla mano. Possono ricevere anche dei sigilli che offrono diversi benefici come generazione di consumabili o di dollari ($). Infine, possono cambiare edizione in modo da offrire ulteriori vantaggi (le edizioni possono anche essere applicate, a volte, anche ai jolly).

### I patti
Durante un ante, è anche possibile "saltare" il proprio round e passare a quello successivo, saltando così la sfida con il buio di turno. Nel farlo, il giocatore accetta un "patto", una sorta di bonus il cui effetto varia in base alla tipologia di patto (24 in tutto). Un giocatore non può saltare il round del buio boss.

### Il negozio
Alla fine di ogni round, il giocatore visita il negozio. Qui è possibile spendere i propri dollari ($) per poter acquistare i jolly e i consumabili utili a potenziare la propria run. Inoltre, nel negozio possono essere acquistate due tipologie di prodotti:
- Buste di espansione: sono buste contenenti diverse tipologie di carte fra cui jolly, consumabili e anche carte comuni da aggiungere al proprio mazzo. La quantità di carte presenti e il numero di carte selezionabili varia in base alle dimensioni del pacchetto.
- Buoni: sono potenziamenti speciali che, una volta acquistati, rimangono permanenti durante tutta la run. Vi sono 32 buoni, suddivisi in due livelli ciascuno. Per poter accedere al livello successivo di un buono è necessario comprare il primo livello dello stesso. Per ogni ante, di norma, è possibile acquistare un solo buono.

Se il giocatore accetta un patto e salta il round, salterà anche il passaggio al negozio.

### I mazzi e il sistema delle puntate
Come detto, la partita inizia dopo che il giocatore ha selezionato il proprio mazzo con cui giocare. Ogni mazzo (15 in tutto) offre diversi approcci, dando al giocatore diverse possibilità per affrontare la propria partita. Il gioco possiede anche un sistema di difficoltà noto come "puntate". A partire dalla prima vittoria con un mazzo, il giocatore sbloccherà la puntata successiva per quel mazzo e potrà giocarci con una difficoltà maggiore. Ogni volta che il giocatore vince una partita con la puntata più alta verrà sbloccata la puntata successiva. Le puntate superiori alla difficoltà "base" erediteranno i modificatori delle precedenti puntate. Un mazzo si ritiene "completo" quando tutte le puntate sono state giocate con esso. Inoltre, ogni volta che si vince una partita, i jolly mostreranno a lato la puntata più alta in cui sono stati giocati tramite un piccolo sticker.

### Modalità sfida
In alternativa al gameplay classico, il gioco offre una modalità sfida. Qui è possibile affrontare partite con condizioni predeterminate, fra cui jolly e buoni banditi. Attualmente, sono disponibili 20 sfide.

## Sviluppo
Balatro è interamente sviluppato da LocalThunk in due anni e mezzo e basato su un gioco di carte cantonese simile a Presidente. Originariamente distribuito con classificazione PEGI 3, il gioco è stato rimosso dalla distribuzione digitale e pubblicato nuovamente come PEGI 18 per presenza di elementi legati al gioco d'azzardo. Il titolo provvisorio del gioco era Joker Poker.
Tramite DLC sono state aggiunte carte dedicate ad altri videogiochi tra cui The Witcher 3: Wild Hunt, Vampire Survivors, Among Us, Cyberpunk 2077, The Binding of Isaac, Slay the Spire, Stardew Valley, Cult of the Lamb, Don't Starve, Enter the Gungeon, Shovel Knight, Bugsnax, Dead by Daylight e Civilization VII.

## Accoglienza
Playstack ha dichiarato che nei primi 10 giorni dal lancio il gioco ha venduto oltre 500 000 copie. A marzo ha raggiunto il primo milione di copie vendute, ad agosto il secondo milione e nel gennaio 2025 i cinque milioni di unità vendute.

## Controversia sul PEGI 18
Il creatore di Balatro, LocalThunk, ha espresso tramite un post su X le proprie lamentele circa la valutazione PEGI 18 del suo gioco, sostenendo che se ha utilizzato le "malvagie carte da gioco" allora avrebbe potuto utilizzare anche elementi di gioco d'azzardo reali come le scommesse, le microtransazioni e le "Loot box" e mantenere comunque la stessa valutazione PEGI. Ha poi criticato EA Sports FC per avere sfruttato gli stessi elementi di gioco pur ottenendo una valutazione PEGI più bassa. La motivazione dietro alla valutazione sta nel fatto che Balatro insegnerebbe le conoscenze necessarie per giocare delle effettive mani di poker e, poiché queste esistono anche nel mondo reale, tali conoscenze potrebbero venir trasferite ad una vera partita di poker.
Il 24 febbraio 2025 la valutazione PEGI di Balatro viene modificata da 18 a 12, in conformità al ricorso presentato ed accolto dall'organizzazione stessa. Nelle motivazioni concernenti il cambio della valutazione si legge che "sebbene il gioco insegni le varie mani di poker, il gioco roguelike deck-building possiede elementi fantastici mitigativi che consentono una valutazione PEGI 12".